# Milan Hosseini
Milan Hosseini (Heilbronn, 2001) es un deportista alemán que compite en gimnasia artística. Ganó una medalla de bronce en el Campeonato Europeo de Gimnasia Artística de 2023, en la prueba de suelo.

## Palmarés internacional
| Campeonato Europeo | Campeonato Europeo | Campeonato Europeo | Campeonato Europeo |
| Año                | Lugar              | Medalla            | Prueba             |
| ------------------ | ------------------ | ------------------ | ------------------ |
| 2023               | Antalya (Turquía)  | Medalla de bronce  | Suelo              |